# Luiz Alves (músico)
Luiz Carlos Carvalho Alves, (Rio de Janeiro, 5 de outubro de 1944) é um contrabaixista e compositor brasileiro, um dos fundadores da banda Som Imaginário, e baixista dos discos Clube da Esquina, Milagre dos Peixes, entre outros.

## Discografia
Sua discografia é composta dos seguintes álbuns:

#### Som Imaginário
- Som Imaginário (1970 - Odeon)
- Som Imaginário (1971 - Odeon)
- Matança do Porco (1973 - Odeon)

#### Triângulo
- Triângulo (1985 - Carmo)

#### Sambajazz Trio
- Agora Sim! (2006 - Guanabara Records)

#### Solo
- Mar Azul (2008 - Niterói Discos)

### Participações
Em pesquisa no site Discos do Brasil, é possível encontrar o contrabaixo de Luiz em 645 músicas em 143 discos. Seguem alguns deles:
- Egberto Gismonti - Academia de danças (1974); Corações Futuristas (1976); Carmo (1977); Circense (1980); Trem Caipira (1985); Feixe de Luz (1988)
- Ed Lincoln - Ed Lincoln (1968 - De Savoya)
- Paulo Moura - Paulo Moura Hepteto (1968); Paulo Moura Quarteto (1969 - Equipe), Pilantrocracia (1971) Fibra (1971)
- Marcos Valle - Marcos Valle (1970 - Odeon)
- Taiguara - Viagem (1970 - Odeon)
- Gal Costa - Gal Costa [Compacto Duplo] (1971 Philips/Phonogram); Índia (1973); Cantar (1974)
- Arthur Verocai - Arthur Verocai (1972 - Continental)
- Johnny Alf - Nós (1974)
- Sidney Miller - Línguas de Fogo (1974 - Som Livre)
- Tavynho Bonfá e Claudio Cartier - Burnier & Cartier (1974 - RCA Victor)
- Martinho da Vila - Canta Canta Minha Gente (1974 - RCA Victor); Rosa do Povo (1976 - RCA Victor); Presente (1977 - RCA Victor); Sentimentos (1981 - RCA Victor)
- Nana Caymmi - Renascer (1976); Nana (1977), Nana Caymmi (1979), Mudança dos ventos (1980)
- Sá & Guarabyra - Cadernos de Viagem (1975 - Continental)
- Milton Nascimento - Geraes (1976); Sentinela (1980), Caçador de mim (1981); Crooner (1999); Gil e Milton (2000)
- Cal Tjader - Amazonas (1976 - Fantasy, EUA)
- Fagner - Raimundo Fagner (1976)
- Wanderléa - Vamos que eu já vou (1977 - EMI-Odeon)
- Miúcha & Antonio Carlos Jobim (1977)
- Trindade, Curto Caminho Longo - Trilha Sonora do Documentário (1978 - Tapecar)
- Beto Guedes - Amor de Índio (1978)
- Gonzaguinha - Recado (1978)
- Lula Carvalho - Coisas da Vida (1978 - Philips/Phonogram)
- Lô Borges - A Via Láctea (1979 - EMI-Odeon)
- Wagner Tiso - Assim seja (1979 - EMI-Odeon); Trem Mineiro (1980 - EMI-Odeon)
- Raul Ellwanger - Teimoso e Vivo (1979 - Isaec)
- Joanna - Nascente (1979 - RCA Victor); Estrela-guia (1980 - RCA Victor)
- Beto Guedes - Sol de Primavera (1980 - EMI-Odeon)
- Toninho Horta - Terra dos Pássaros (1980)
- Raimundo Sodré - Massa (1980 - Polydor)
- João Bosco - Bandalhismo (1980)
- Kleiton & Kledir - Kleiton & Kledir (1980 - Ariola); Kleiton & Kledir (1981 - Ariola)
- Teca Calazans e Ricardo Vilas - Eu Não Sou Dois (1981 - EMI-Odeon)
- Quarteto em Cy - Caminhos Cruzados (1981 - RGE); Chico em Cy (1991 - CID)
- Olívia Hime - Olivia Hime (1981 - RGE), Segredo do meu coração (1982 - Opus/Columbia); Máscara (1983 - Opus/Columbia)
- Maria Creuza - Poético (1982 - RCA Victor)
- Elizeth Cardoso - Outra vez Elizeth (1982)
- Luiz Eça - Luiz Eça (1983 - Carmo); Pra Tanto Viver (1986 - Continental)
- Maria Bethânia - A Beira e o Mar (1984)
- Sandra de Sá - Sandra de Sá (1984)
- Pery Ribeiro - Pra Tanto Viver (1986 - Continental)
- Nelson Angelo - Violão e outras coisas (1988 - Eldorado)
- Chico Buarque - As Cidades (1998)
- Kiko Continentino - O Pulo do Gato (2001 - Niterói Discos)
- Sanny Alves - Da Cor do Pecado (2003 - Koala Records); Samba e Amor (2009 - Fina Flor)
- Luizão Paiva - Piauí (2004)
- Margareth Reali - Um trem para o sonho - As canções de Nivaldo Ornelas (2007 - Independente)
- Claudio Sander - Samba Influenciado (2010 - Independente)
- Vinicius Cantuária - Samba Carioca (2010 - Naive, França)
- Tunai - Eternamente (2011 - MZA Music)